# Abem
Abem est une localité du Cameroun, située dans l'arrondissement (commune) d'Akonolinga, le département du Nyong-et-Mfoumou et la région du Centre.

## Population
En 1961, Abem comptait 652 habitants, principalement des Yelinda. Lors du recensement de 2005, on y a dénombré 769 personnes.